# ولاج
الوِلاج هو مدخل إلى الحصن.